# Озёрная (станция метро)
«Озёрная» — станция Московского метрополитена на Солнцевской линии. Расположена у границы районов Очаково-Матвеевское и Тропарёво-Никулино (ЗАО) вдоль Мичуринского проспекта под Озёрной площадью, по которой и получила своё название. Открыта 30 августа 2018 года в составе участка «Раменки» — «Рассказовка». Колонная двухпролётная станция мелкого заложения с одной островной платформой.

## Название
Постановлением Правительства Москвы № 46-ПП от 22 февраля 2011 года станции на пересечении Мичуринского проспекта с Никулинской улицей было присвоено название «Очаково», которое осталось без изменений и после выхода изменений в правовых актах, вносимых постановлением № 172-ПП от 8 апреля 2015 года.
Во время технического пуска участка, произведённого 21 июня 2018 года, состоялась церемония переименования станции в «Озёрную», на зелёные металлоконструкции были надеты чёрные таблички-времянки с новым названием. Официально станция была переименована постановлением Правительства Москвы № 667-ПП от 6 июля 2018 года. Проектные названия станции были даны по располагающимся поблизости объектам: Озёрной площади, Озёрной улице и Очаковским прудам.

## История

### Ход строительства
АО «Мосинжпроект» — управляющая компания по строительству станции метро.
- Ноябрь 2013 года — февраль 2014 года: подготовительные, геологоразведочные работы. Позже работы были остановлены.
- Май — июнь 2014 года: начались работы на месте перегона «Очаково» — «Говорово», работы на самой станции не возобновляются.
- Январь 2015 года: территория будущей станции огорожена, начались строительные работы.
- 25 июля 2015 года: СМУ-1 Метростроя начало проходку правого перегонного тоннеля до станции «Мичуринский проспект» (2850 м). Проходка ведётся с помощью ТПМК Herrenknecht S-771 «Татьяна» (ранее «Анастасия»).
- 14 сентября 2015 года: с помощью ТПМК Herrenknecht «Ольга» начата проходка левого перегонного тоннеля до станции «Мичуринский проспект».
- На 7 апреля 2016 года: тоннелепроходческие щиты прошли от станции «Очаково» до станции «Мичуринский проспект» 1,9 километра в левом тоннеле и 2,4 километра в правом, а вестибюль станции готов почти на 40 %[7].
- Май 2016 года: завершено строительство правого перегонного тоннеля между станциями «Очаково» и «Мичуринский проспект»[8].
- Январь 2017 года: основные конструкции платформы станции готовы, началась отделка платформы гранитным камнем[9].
- С 21 марта по 25 июня 2017 года в связи со строительством станции участок Мичуринского проспекта от пересечения с Никулинской улицей до Озёрной улицы полностью закрыт для движения транспорта[10].
- Август 2017 года: отделка платформы и потолка завершена, заканчивается монтаж декоративных металлокерамических панелей на колонны, монтируются рельсы[11].
- 10 апреля 2018 года: основные конструкции станции готовы, завершается возведение входных павильонов, идет монтаж и наладка оборудования[12].
- 21 июня 2018 года: технический пуск Солнцевского радиуса от станции «Раменки» до станции «Рассказовка».
- Август 2018 года: прохождение габарита и пробного поезда по станции.
- 25 августа 2018 года: подключение станции к ранее действующему участку Солнцевской линии.

### Открытие станции
Станция открылась 30 августа 2018 года в составе участка «Раменки» — «Рассказовка», после ввода в эксплуатацию которого в Московском метрополитене стало 222 станции.

## Расположение и вестибюли
Станция расположена вдоль Мичуринского проспекта на пересечении с Никулинской улицей. Станция имеет два подземных вестибюля, выходы из юго-западного вестибюля ведут на северную часть Мичуринского проспекта и на Озёрную площадь. Оба вестибюля украшены подсвеченными витражами с кувшинками. В каждом из вестибюлей имеется лифт для лиц с ограниченными возможностями.
Подземный вестибюль № 1 связан с платформой лестничным спуском и имеет выход в пешеходные переходы, которые ведут к трём выходам с лифтами, расположенным по обеим сторонам Никулинской улицы и Мичуринского проспекта. Подземный вестибюль № 2 связан с платформой тремя лентами эскалаторов и имеет выход с северной стороны Мичуринского проспекта в сторону остановочной и отстойно-разворотной площадок на Озёрной площади.
На базе станции организован транспортно-пересадочный узел «Озёрная», который располагается на Озёрной площади на территории в 11,2 га. При его строительстве устроено два дополнительных выхода из юго-западного вестибюля, которые ведут непосредственно в ТПУ, где у пассажиров есть возможность пересесть на автобусы и электробусы, для которых организована отстойно-разворотная площадка. В составе ТПУ построен многофункциональный центр, который включает автобусную и электробусную диспетчерские. У выхода из метро организована парковка.
Железнодорожная платформа Киевского направления Очаково I находится в полутора километрах от станции метрополитена.

## Архитектура и оформление
Станция «Озёрная» построена по типовому проекту, разработанному авторским коллективом под руководством Леонида Борзенкова, в который входили Михаил Волович, Сергей Костиков, Тамара Нагиева, Наталья Солдатова и Василий Уваров. Данный проект был предложен ОАО «Метрогипротранс» для станций участка «Минская» — «Озёрная».
Станция «Озёрная», как и станции участка «Минская» — «Раменки» является колонной двухпролётной мелкого заложения с одной островной платформой шириной 12 метров. На потолке, путевых стенах и обращённых к ним гранях колонн размещены многослойные металлические панели с ячеистым заполнением и шлифованной поверхностью нейтрального серого цвета, часть стен вестибюлей выполнена из объёмного глазурованного керамического камня тех же тонов. Станции отличаются друг от друга фоновым цветом и тематическими рисунками подсвеченных стеклянных панелей, которые имеются на некоторых стенах вестибюлей и обращённых к выходам гранях платформенных колонн, причём рисунок переходит с одной колонны на другую. Оформление станции «Озёрная» содержит отсылки к расположенным неподалёку Очаковским прудам и Озёрной площади: на сине-зелёном фоне изображена водная растительность, в частности, кувшинки, и блики на воде. В отделке станции использованы гранит, металлокерамические плиты и нержавеющая сталь.
| - Посадочная платформа - Колонны в центре зала - Указатель на путевой стене - Название станции на путевой стене |

## Наземный общественный транспорт
На этой станции можно пересесть на следующие маршруты городского пассажирского транспорта:
- Автобусы: м16, м17, с17, 120, 221, 226, с252, 261, 274, 329, 330, 610, 630, 667, 688, 699, 718, 752, 793, 807, н11